# 6.5-06 A-Square
El 6.5-06 A-Square es un cartucho de rifle de fuego central, desarrollado a partir del casquillo del .30-06 Springfield . A-Square estandarizó las dimensiones del cartucho y las envió a SAAMI en 1997.

## Diseño
El 6.5-06 A-Square aloja un proyectil de .264" de diámetro cargado en un casquillo del .30-06 Springfield al que se le ajusta el cuello para alojar la bala de menor calibre. El hombro es más largo que el del cartucho principal y tiene un ángulo de 17,5 grados que conduce al cuello de la vaina, donde se asienta la bala.  La versión mejorada de Ackley utiliza un ángulo de hombro más pronunciado y tiene una capacidad de caja de 72 gr de agua.

## Usos
El 6.5-06 A-Square tiene balística similar a la del .270 Winchester, lo que lo hace adecuado para la caza de animales de tamaño mediano, como ciervos y osos negros. También se utiliza en competiciones como los formatos F-Class y Benchrest.

## Disponibilidad de municiones
Actualmente ninguno de los principales fabricantes de municiones comerciales ofrece municiones 6.5-06 A-Square cargadas de fábrica. Sin embargo, hay compañías más pequeñas que cargan el cartucho a la medida, y la carga manual se puede lograr usando el juego adecuado de troqueles y usando latón .25-06 Remington, .270 Winchester o .30-06 Springfield y haciendo el modificaciones para adaptarse a la cámara 6.5-06 A-Square. Después de disparar, el latón del cartucho original (.25-06 Remington, .270 Winchester o .30-06 Springfield) se moldeará a las dimensiones exactas de la recámara 6.5-06 A-Square.